# Abraham Lincoln High School (Filadelfia)
L'Abraham Lincoln High School è una scuola pubblica americana situata nel quartiere Mayfair, nel Nordest di Filadelfia, Pennsylvania, Stati Uniti. L'ingresso principale è posto sulla Ryan and Rowland Avenues. Il preside è il Dr. Donald J. Anticoli.